# نابنط أقطع
نابنط أقطع (الاسم العلمي:Nepenthes truncata) هو نوع غير مؤكد من النباتات يتبع جنس النابنط من الفصيلة النابنطية.

## معرض صور

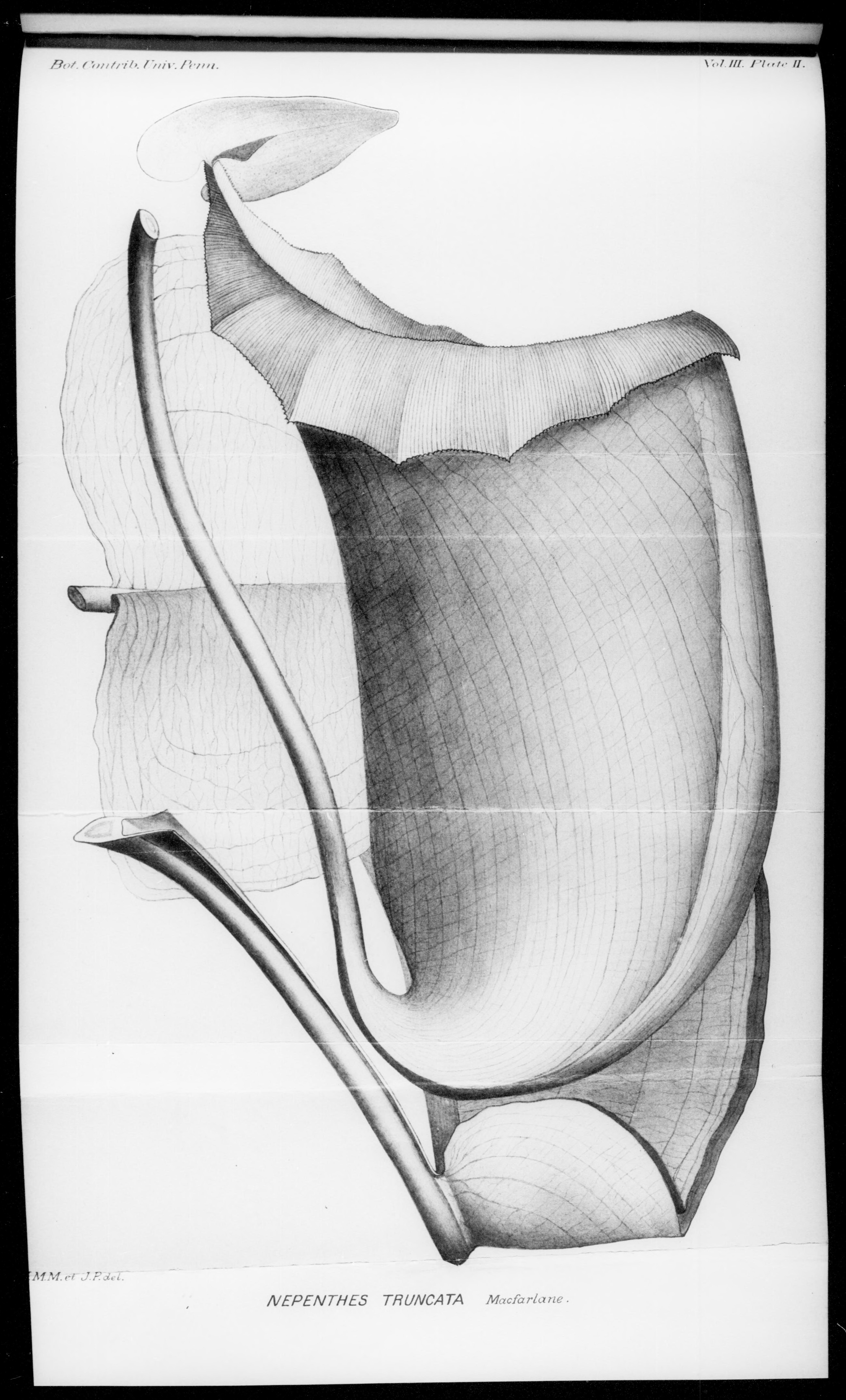
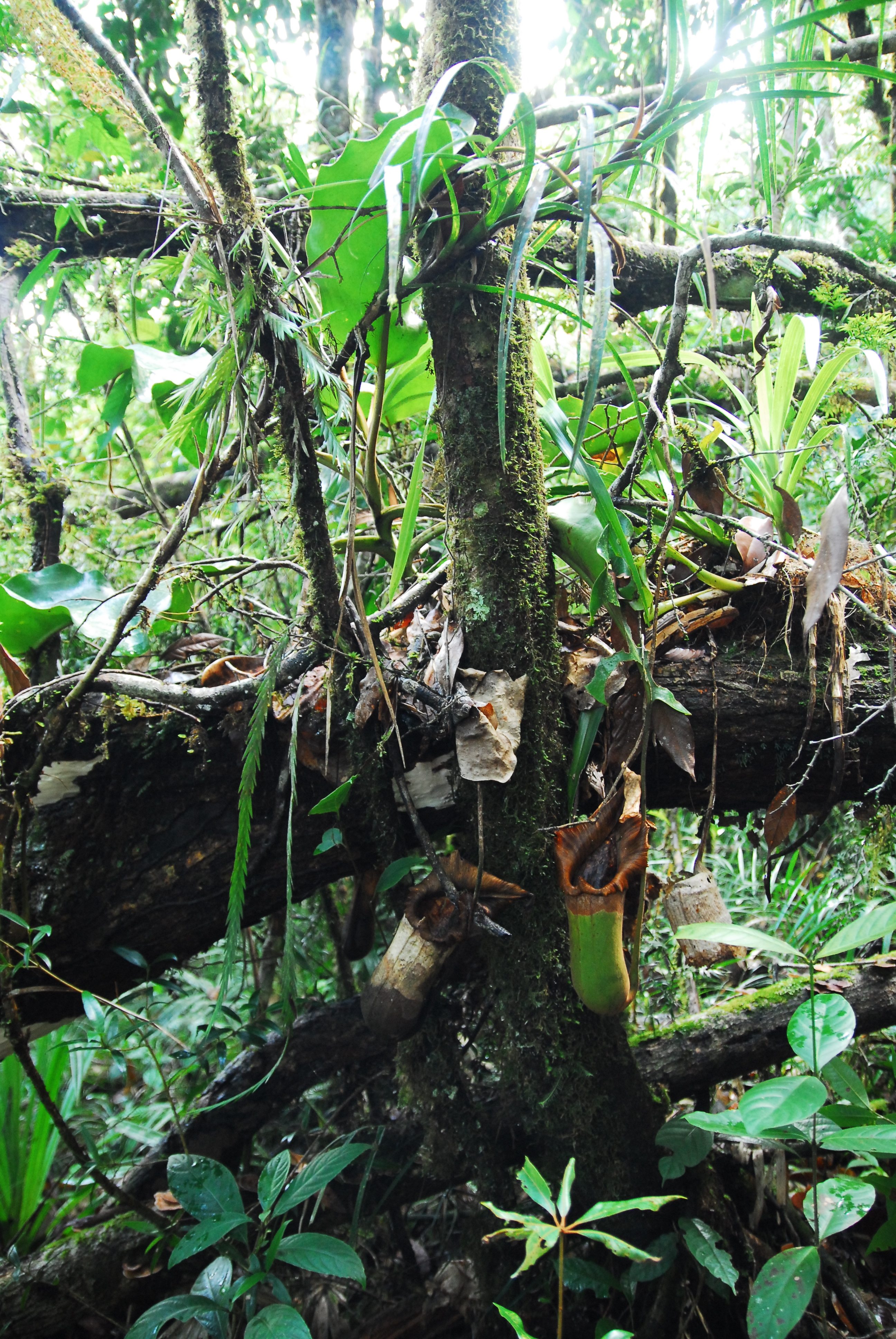
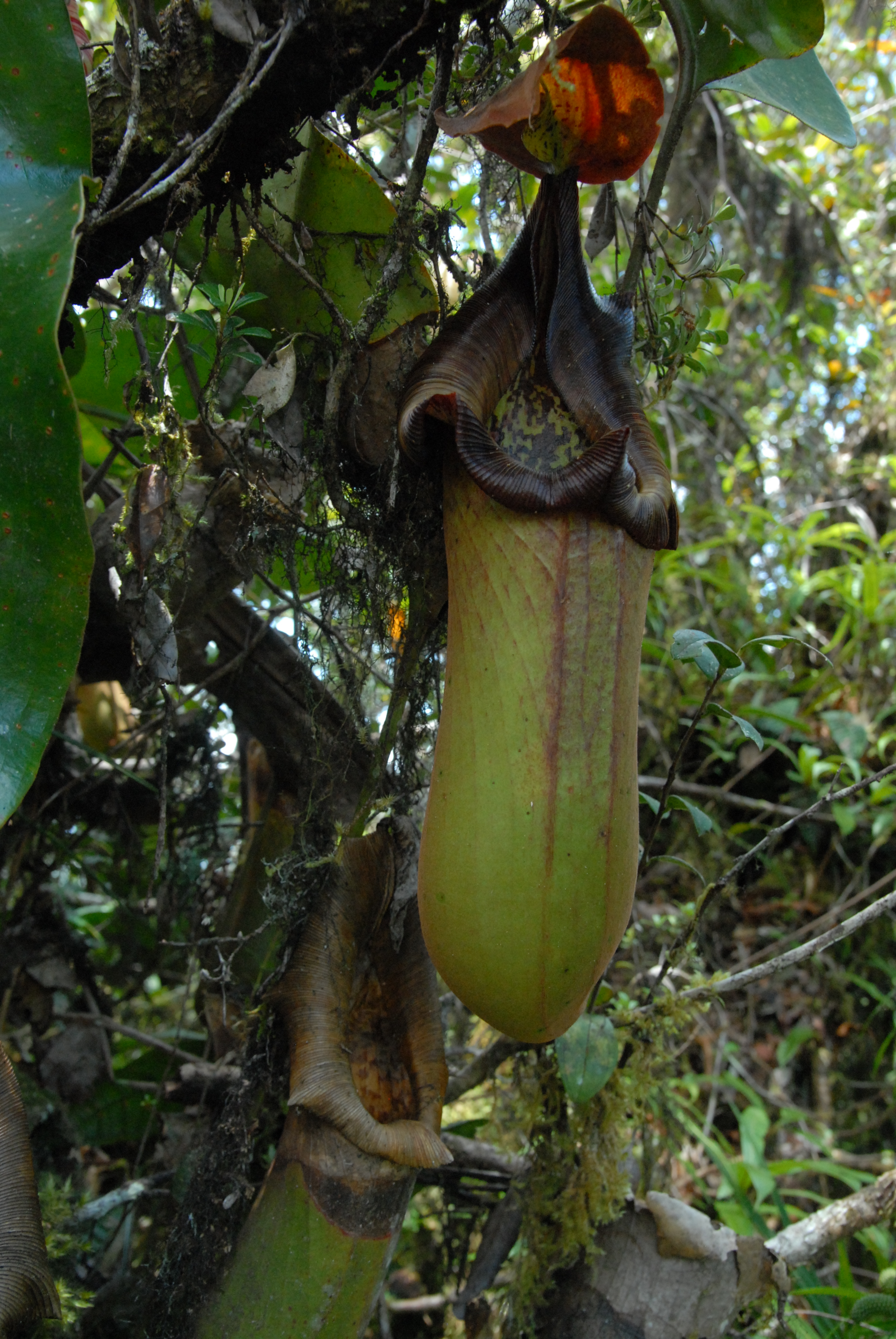
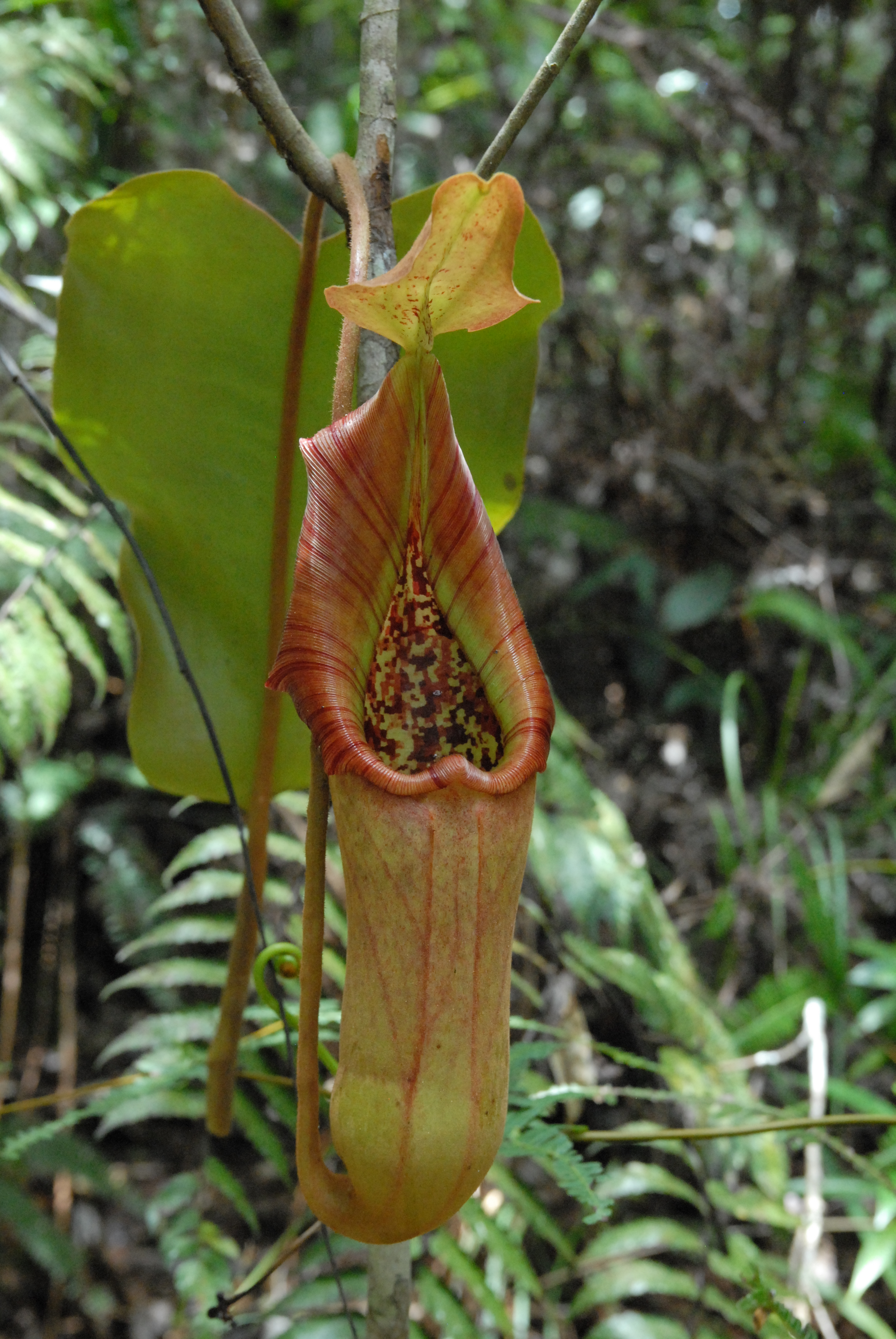